# Спишске-Подградье

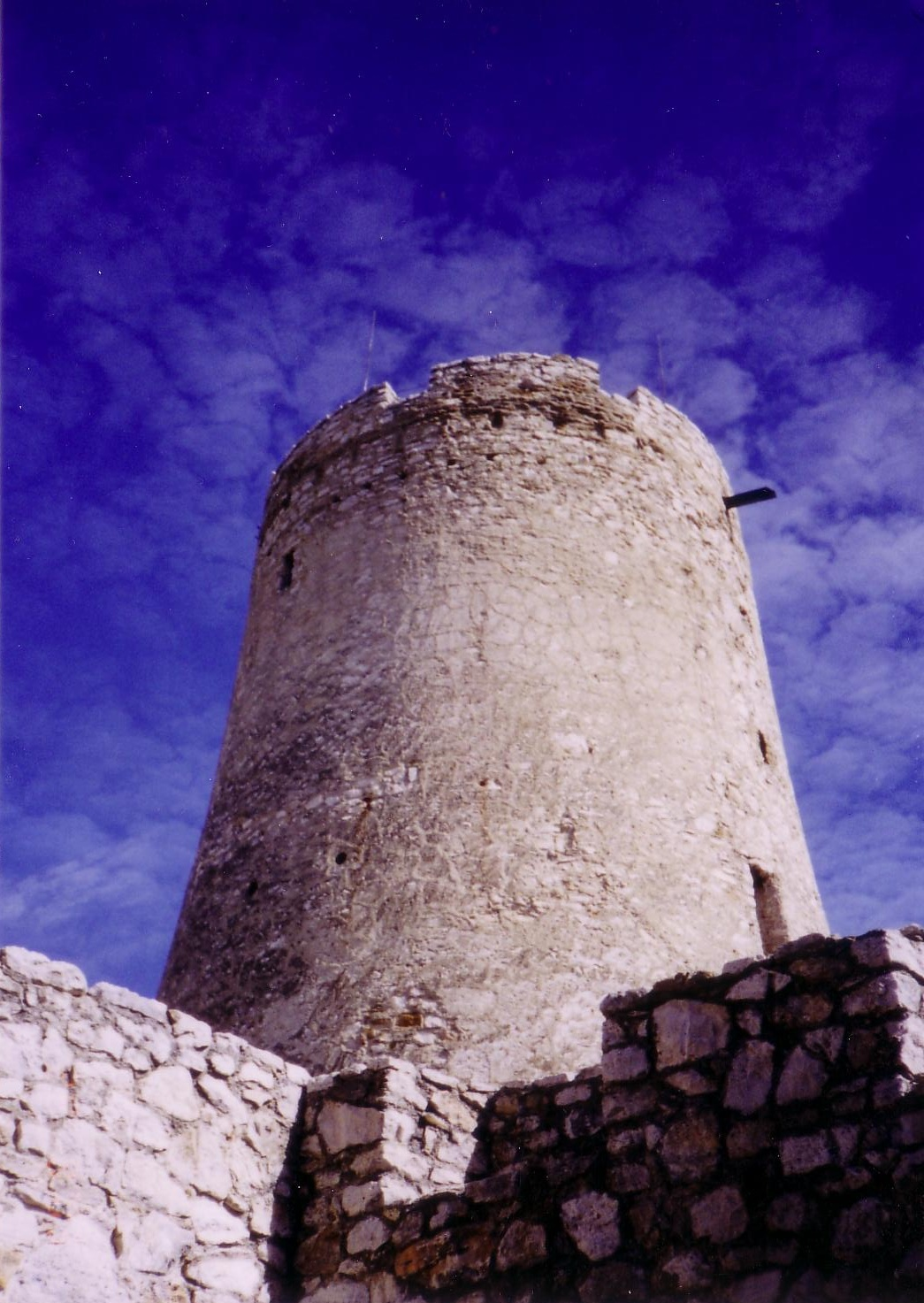
Донжон Спишского Града

Спишске-Подградье (словац. Spišské Podhradie, нем. Kirchdrauf, венг. Szepesváralja) — город в восточной Словакии у подножья Левочске-Врхов, один из исторических спишских городов. Население — около 4,0 тыс. человек.

## История
Спишске-Подградье возникло в XII веке как подградье Спишского Града, скорее всего, в 1174 году. Впервые упоминается в 1249 году. В XIII веке стало независимым поселением. Тогда же здесь поселяется множество немецких колонистов. В средние века Спишске-Подградье было преуспевающим городом. В 1780 году соседний Спишский Град сгорел в пожаре. В настоящее время Спишске-Подградье один из популярнейших туристических мест Словакии благодаря памятникам архитектуры и близкому заповеднику Словацкий Рай.

## Население
| Год:                | 1994 | 2004    | 2014    | 2024    |
| ------------------- | ---- | ------- | ------- | ------- |
| Количество человек: | 3665 | 3872    | 4035    | 3730    |
| Разница:            |      | +5,64 % | +4,20 % | −7,55 % |

## Достопримечательности
- Замок Спишский Град, самый большой замок в Словакии
- Романский костёл
- Монастырь
- Синагога
- Многочисленные ренессансные и барочные постройки
- Городская часть Спишска Капитула с романским костёлом, средневековыми укреплениями и готическими домами каноников